# Socha svatého Jana Nepomuckého (Javorník)
Socha svatého Jana Nepomuckého v Javorníku v okrese Jeseník je empírové sousoší pocházející z roku 1812. Socha svatého Jana Nepomuckého se nachází v městské památkové zóně Javorníka a byla zapsána do seznamu nemovitých kulturních památek dne 8. října 1973.

## Historie
Empírové sousoší z roku 1812 bylo několikrát přemístěno, naposledy v roce 1997 od vlhké zdi Javornického potoka k farnímu kostelu Nejsvětější Trojice. V roce 1947 socha stála na rohu farské zahrady, ale byla povalena a poškozena. Při stěhování ke kostelu byla levému putti uražena pravá ruka. V roce 2000 bylo sousoší restaurováno panem Bohumilem Teplým a umístěno na nový sokl. V roce 2017 proběhlo další restaurování, které provedl pan Jakub Gajda. Socha sv. Jana Nepomuckého je součástí naučné stezky Po stopách sv. Jana Nepomuckého paczokowsko-javornického příhraničí.

## Popis
Atypicky nízký, v přední části konvexně vypjatý postament, bohatě tvarovaný a reliéfně zdobený, nese pískovcové sousoší vysoké asi dva metry. Po stranách jsou dva adorující putti, z nichž levý má pravou ruku na koleně a levou pokrčenou před sebe, pravý má pravou ruku na prsou a v levé drží mezi koleny knihu. Na nízkém čtvercovém plintu stojí svatý Jan v kontrapostu levé nohy, socha světce má typický oděv. V levé ruce drží kříž s korpusem, v pravé ruce biret, kolem hlavy má kovovou svatozář bez hvězdiček. Na přední straně soklu je nápis antikvou s chronogramem.
Chronogram: Johannes: Lehre Vns ReDen VnD SChweigen woes Deren PfLICht begehrt